# Мурасигэ, Тосио
Тосио Мурасигэ (англ. Toshio Murashige) — профессор ботаники, заслуженный профессор в отставке Калифорнийского университета в Риверсайде.

## Биография
Родился в 1930 году на Гавайях. В 1952 году получил степень бакалавра Гавайского университета, в 1954 году присвоена магистерская степень в Университете Огайо. В 1958 году получил степень доктора в Висконсинского университета.

## Научные достижения
Наиболее широко известен усилиями по созданию среды для роста культуры клеток растений, известной как среда Мурасиге-Скуга. Будучи студентом Висконсинского университета, в лаборатории Фольке Скуга Мурасиге пытался добиться оптимального и предсказуемого роста культуры тканей табака для изучения активности цитокининов. Он обнаружил, что добавление водного экстракта листьев табака в среду Уайта привело к более чем четырёхкратному увеличению роста. Это было вызвано в основном неорганическими составляющими экстракта листьев. Аналогичные результаты были получены при добавлении золы листьев табака или больших количеств солей аммония, нитрата, фосфата и калия в среду Уайта. Описание этой среды было сделано в 1962 году, а к 2015 году эта публикация была процитирована  около 55660 раз. В 1974 году, работая эмерит-профессором в Калифорнийском университете, разработал концепцию стадий развития культур растений in vitro. Он разработал методы культивирования растительных тканей для клонального размножения растений, не содержащих патогенных организмов.

## Публикации
- Murashige T & Skoog F. A revised medium for rapid growth and bioassays with tobacco tissue cultures (англ.) // Physiol. Plant. : journal. — 1962. — Vol. 15. — P. 473—497.
- Murashige T. Toshio Murashige Nutrition of Plant Cells and Organs In vitro (англ.) // In Vitro : journal. — 1973. — Vol. 9, no. 2. — P. 81—85. — doi:10.1007/BF02616004.
- Uchimiya H. & Murashige T. Evaluation of Parameters in the Isolation of Viable Protoplasts from Cultured Tobacco Cells (англ.) // Plant Physiology : journal. — American Society of Plant Biologists, 1974. — Vol. 54. — P. 936—944.
- Tisserat B. & Murashige T. Effects of Ethephon, Ethylene, and 2,4-Dichlorophenoxyacetic Acid on Asexual Embryogenesis in Vitro (англ.) // Plant Physiol. : journal. — 1977. — Vol. 60. — P. 437—439.